# Ramon Magsaysay
Ramon Magsaysay, né le 31 août 1907 à Iba aux Philippines et mort le 17 mars 1957 à Balamban, est un homme d'État. Il est le 7e président des Philippines, de 1953 jusqu'à sa mort lors d’un accident d'avion en 1957. Son mandat est considéré comme "l'âge d'or" des Philippines. Mécanicien automobile de profession, Magsaysay est nommé gouverneur militaire de Zambales après son service exceptionnel en tant que chef de la guérilla pendant la guerre du Pacifique. Il sert ensuite deux mandats en tant que membre du Congrès du Parti libéral pour le district de Zambales avant d'être nommé secrétaire à la Défense nationale (en) par le président Elpidio Quirino. Il est élu président sous la bannière du Parti nationaliste. Il est le plus jeune à être élu président, et le deuxième plus jeune à être président (après Emilio Aguinaldo). Il est le premier président philippin né au XXe siècle et le premier à être né après l'ère coloniale espagnole.